# Semapas
De Semapas of Seminskipas (Russisch: Семинский перевал; Seminski pereval, oude Altajse naam: Дьал-Менку; D'al-Menkoe; "eeuwige berg") is een bergpas in het Altajgebergte in het district Ongoedajski van de Russische autonome deelrepubliek Altaj op 1894 meter hoogte in de Semarug. Het vormt het hoogste punt van de Tsjoejatrakt. De weg naar omhoog stijgt over een lengte van ongeveer 9 kilometer en de afdaling strekt zich uit over ongeveer 11 kilometer. De breedte varieert tussen enkele honderden meters en 2 tot 3 kilometer. Het oppervlak omvat ongeveer 20 km². De bergpas is een natuurmonument en is ontstaan door vulkaanuitbarstingen en afvoer van dit materiaal nadien door onder andere de rivieren Sema, Katoen, tektonische opheffing en erosie door ijs.

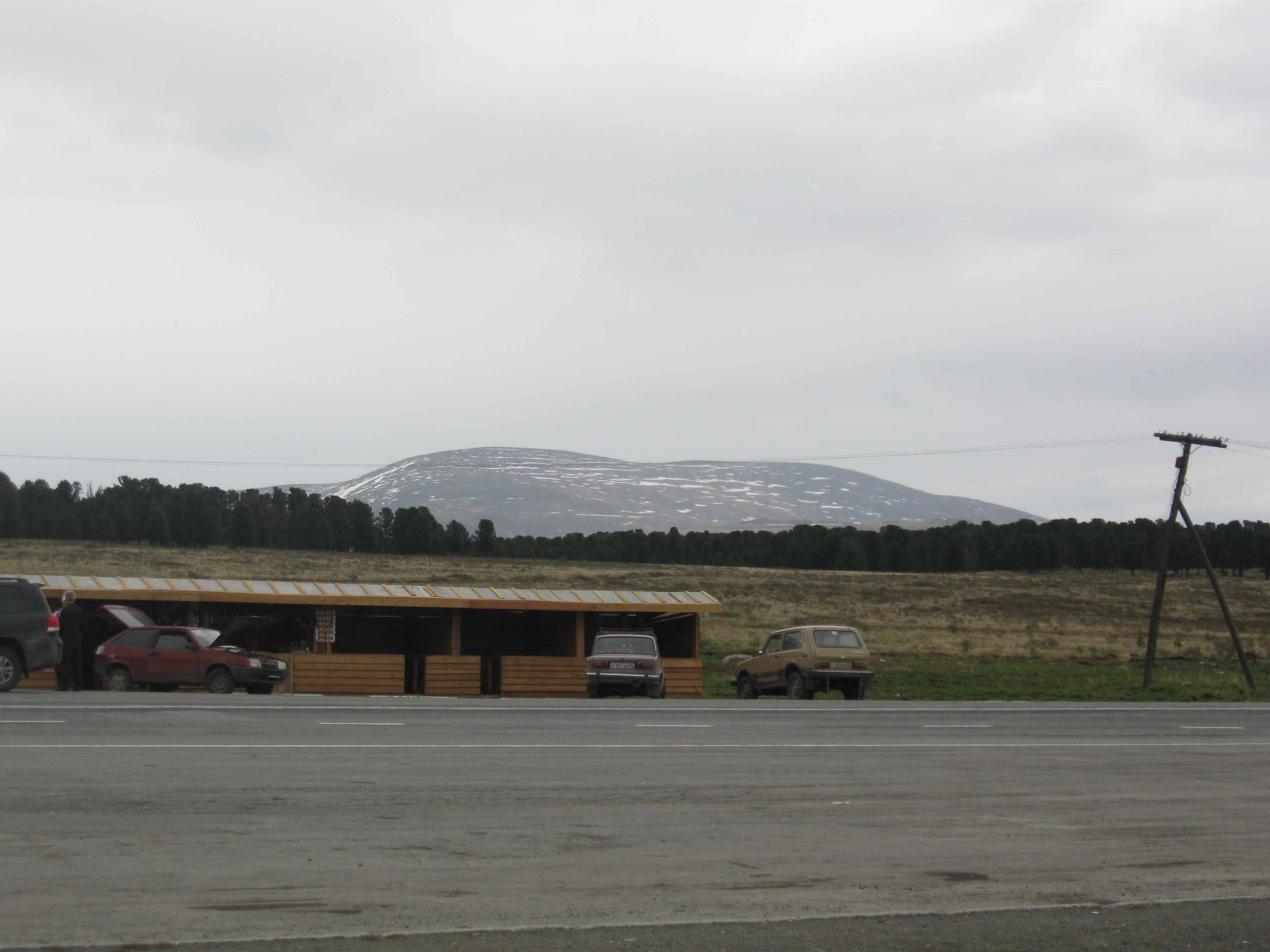
Semapas
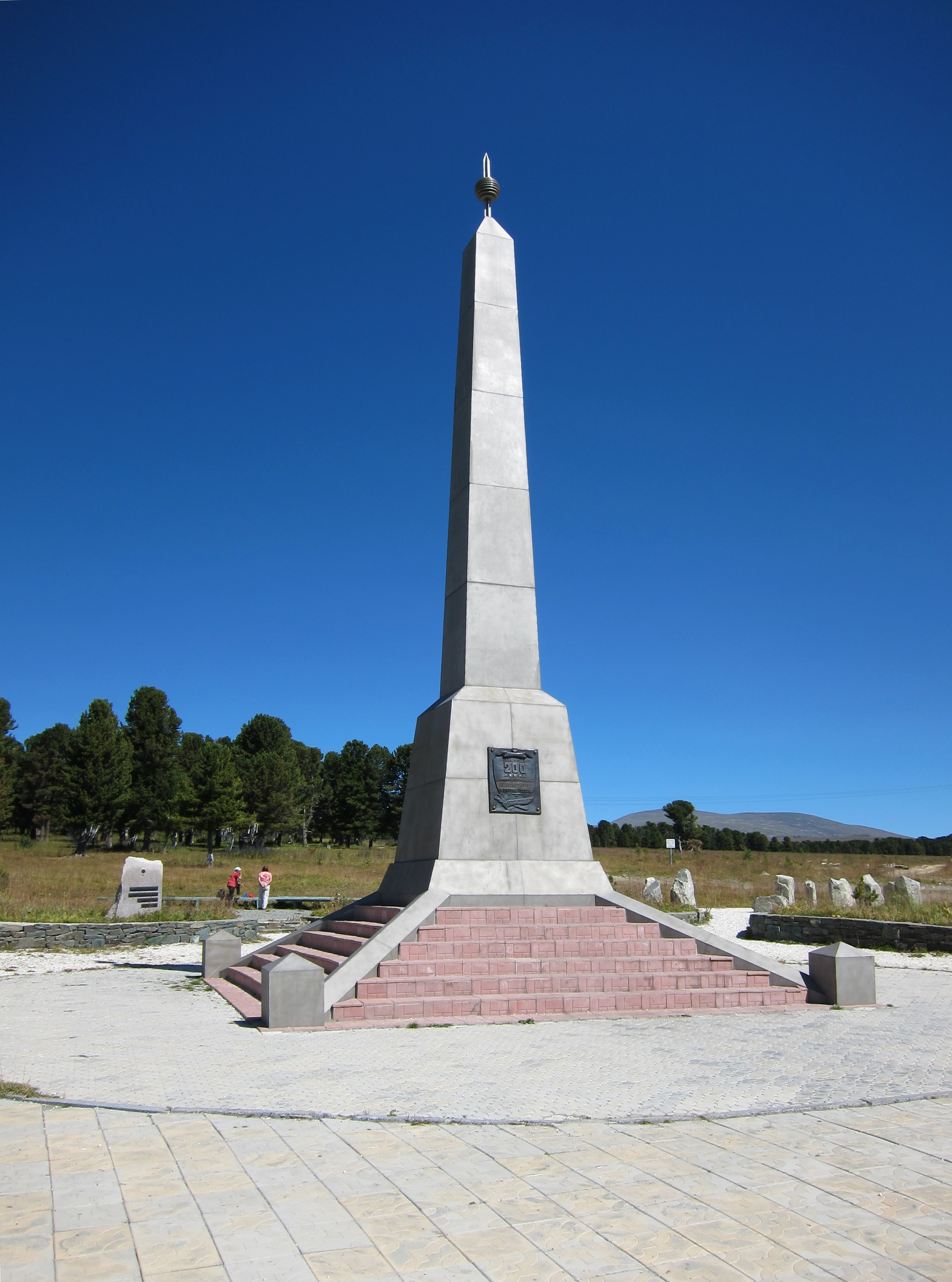
Obelisk op de Semapas